# Oskar Mulley
Oskar Mulley (* 22. April 1891 in Klagenfurt, Österreich-Ungarn; † 15. Januar 1949 in Garmisch-Partenkirchen) war ein österreichischer akademischer Landschaftsmaler und Absolvent der Akademie der bildenden Künste Wien. Er gehört zu den führenden Vertretern der „Tiroler Kunst der Zwischenkriegszeit“ (Egger-Lienz, Walde, Nepo, Prachensky u. a.). Er wurde vor allem für seine Gemälde von Gebirgslandschaften bekannt.

## Leben
Mulley wurde als Sohn des k.k. Official der kärntnerischen Sparkasse Josef Martin Mulley und dessen Frau Antonia Barbara, geb. Mathia, geboren. Mulleys malerisches Talent wurde schon im Alter von zehn Jahren von seinem Zeichenlehrer an der Staatsrealschule Klagenfurt entdeckt. Er studierte ab dem Wintersemester 1909/1910 ein Jahr in München an der Malschule der städtischen Gewerbeschule (Westenriederstraße) und dann – direkt mit dem zweiten Jahrgang beginnend – von 1910 bis 1913 an der Akademie der Bildenden Künste Wien bei Alois Delug und ab 1911 bei Rudolf Jettmar.
Nach dreimonatiger Tätigkeit als Theatermaler bei „Kautsky & Rottonara“ (Wien) und seinem aufgrund einer Beinverletzung schnell beendeten Fronteinsatz im Ersten Weltkrieg, als er in Südtirol das Hochgebirge aus nächster Anschauung kennenlernte, lebte Mulley von 1918 bis 1933 als Oberleutnant der Reserve in Kufstein, nachdem er 1917 seine Frau Luise, geb. Staudacher, in Bozen geheiratet hatte. Er profilierte sich ab 1925 über die Grenzen Tirols hinaus als Gebirgsmaler. Mulleys Werke wurden so beliebt, dass er 1932 in Nürnberg sogar einen Plagiatsprozess gegen einen Fälscher namens Fritz Blädel anstrengen musste.
Seinen letzten Lebensabschnitt (1934–1949) verbrachte er mit seiner Familie – Frau Luise und die Töchter Ingeborg (geboren 1920) und Gerda (geboren 1929) – in Garmisch-Partenkirchen.

## Werk

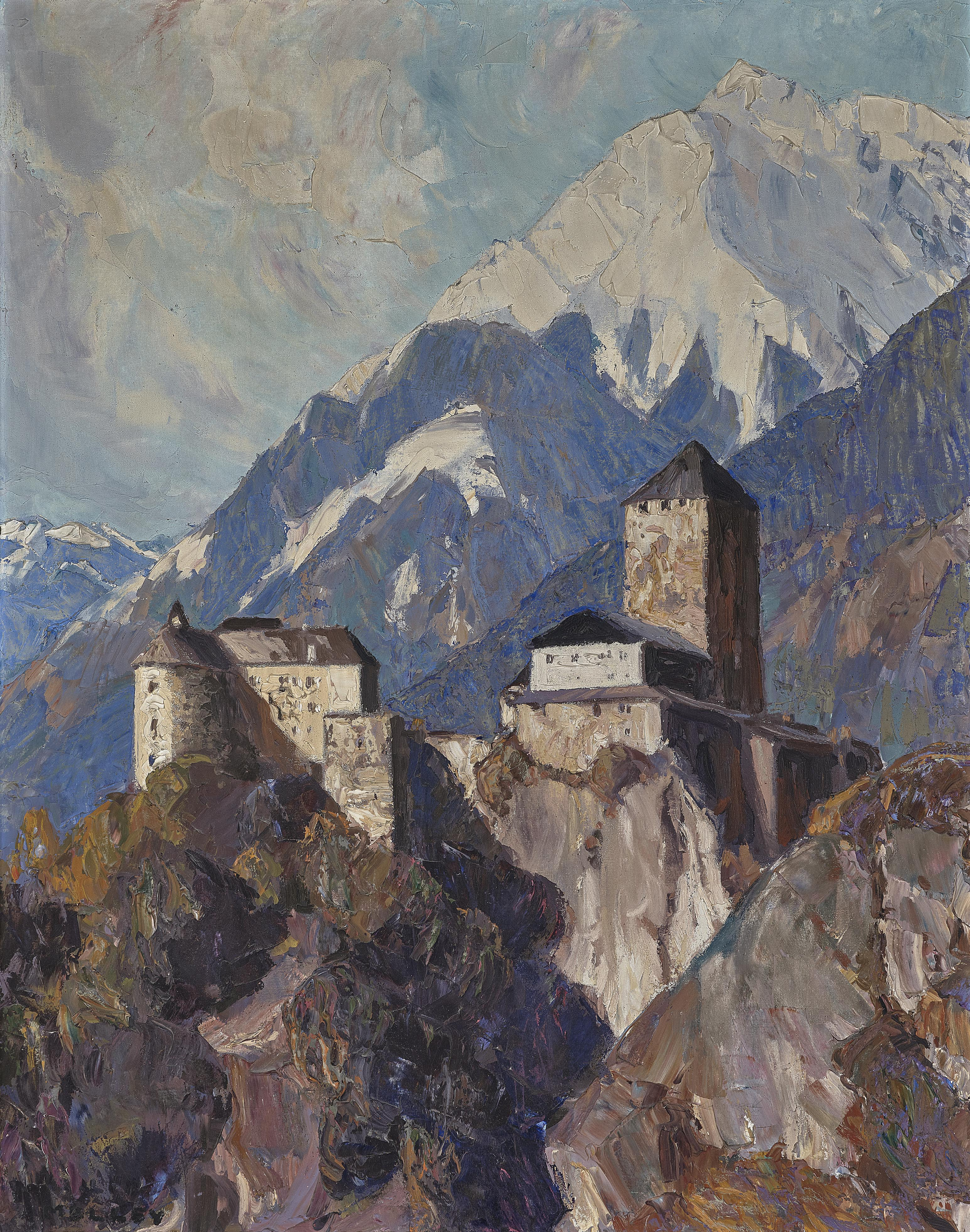
Schloss Tirol (1927)

In Mulleys Landschaftsbildern des Frühwerks (bis 1925) sind individuell interpretierte Einflüsse des Jugendstils deutlich zu erkennen, ja geradezu dominant. In seiner Kufsteiner Periode herrschen Gebirgsmotive vor, die stets frei von figuralen Darstellungen sind. Mulleys „heroische“ Landschaften mit pastosem Farbauftrag in Spachteltechnik waren seit Mitte der 1920er-Jahre sehr geschätzt und erzielen noch heute bei Auktionen hohe Preise.
1927 wurde Mulley als ordentliches Mitglied in die Wiener Sezession aufgenommen. Weiters war er Mitglied des Kärntner und des Salzburger Kunstvereins sowie des Wiener Künstlerhauses.
Die Garmischer Schaffenszeit ist von lyrischen und atmosphärischen Bilderkompositionen mit flachem Farbauftrag gekennzeichnet. In seinen Motiven ist der Künstler, der im November 1940 wegen eines „schweren Herzfehlers“ vom Kriegsdienst freigestellt wurde, seit etwa 1942 von den Bergen herab gestiegen und ins Alpenvorland gewandert. Die einst in seinem Werk dominante Bergwelt ist oft nur mehr im Hintergrund auszumachen; in Garmisch entstanden auch einige Stillleben.

### Auswahl

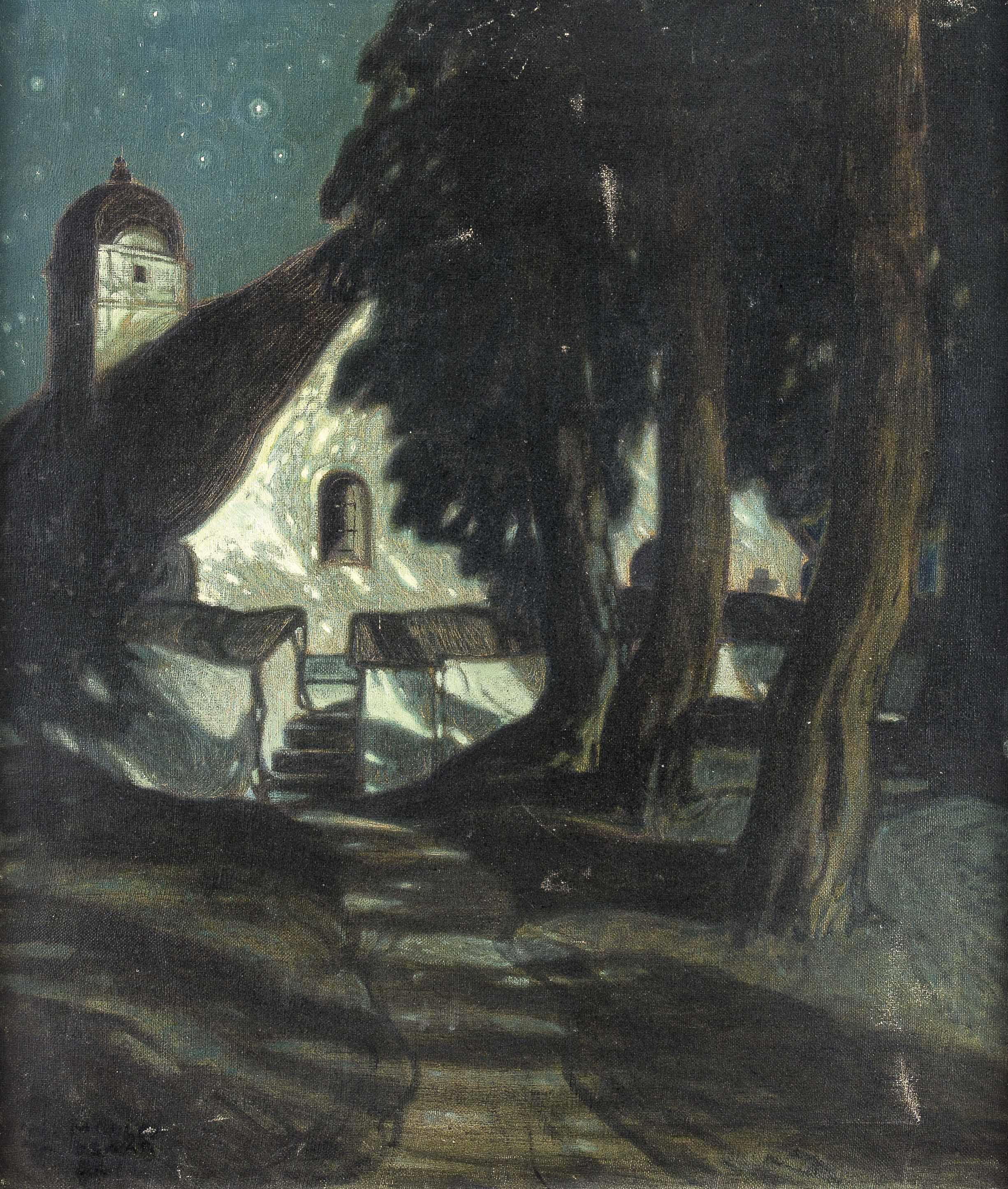
Kirche bei sternenklarer Nacht
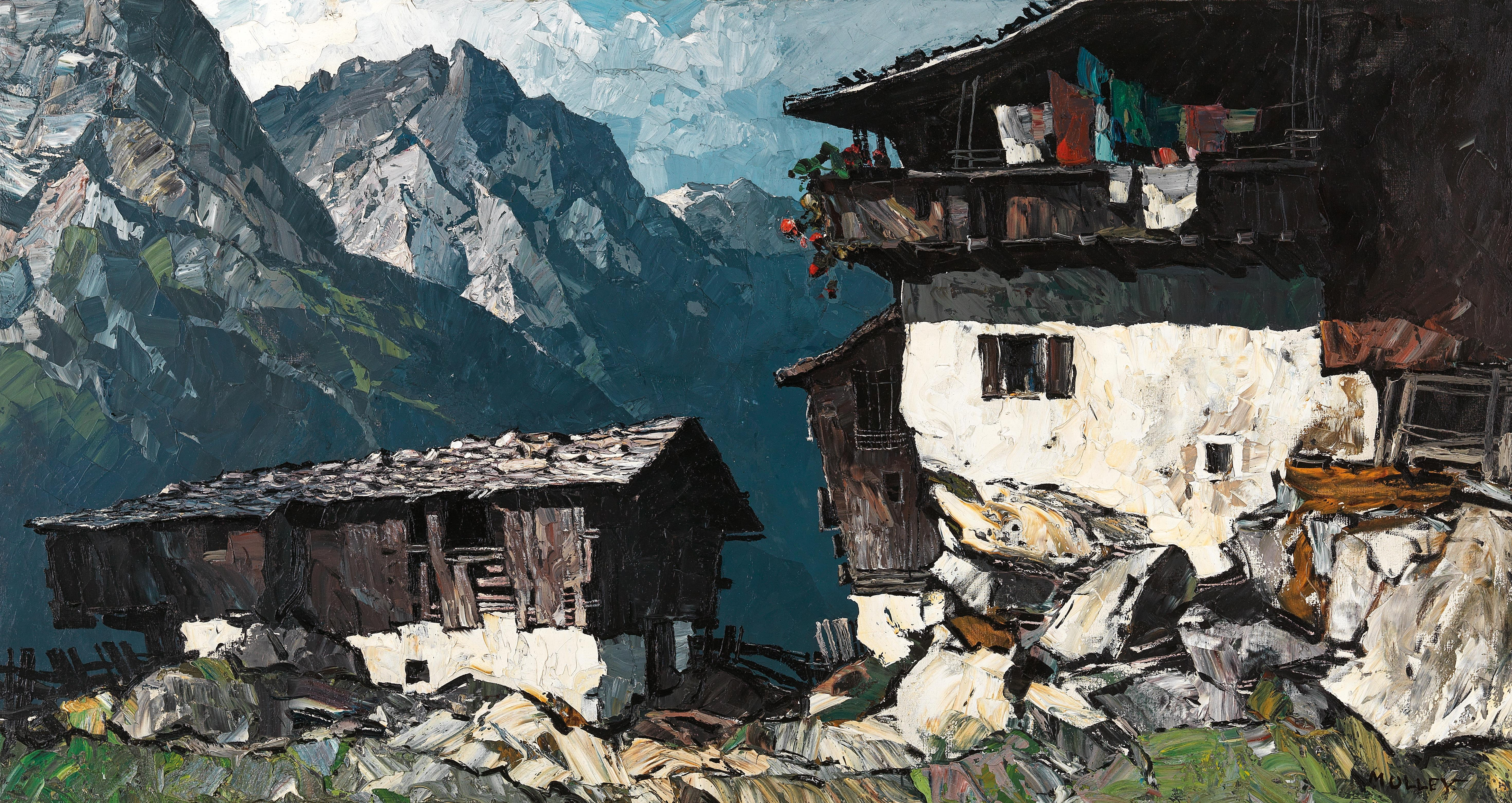
Bauernhof im Hochgebirge, signiert Mulley, auf dem Keilrahmen mit Bleistift beschriftet: Weihnachten 1935, Öl auf Leinwand, 85 × 160 cm
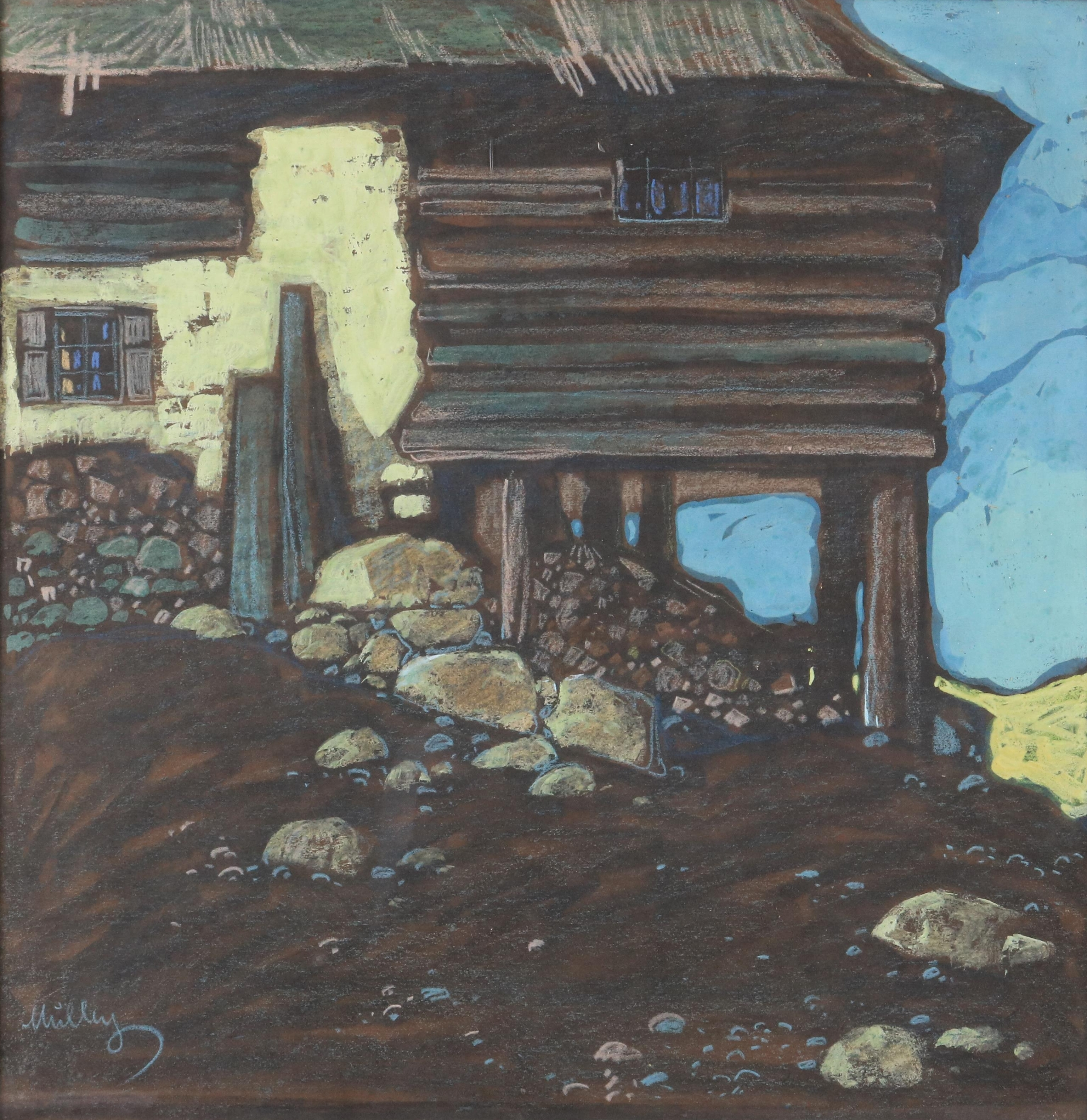
„Bergbauernhof“, signiert Mulley, Mischtechnik-Pastellkreide auf Papier, 43 × 42 cm
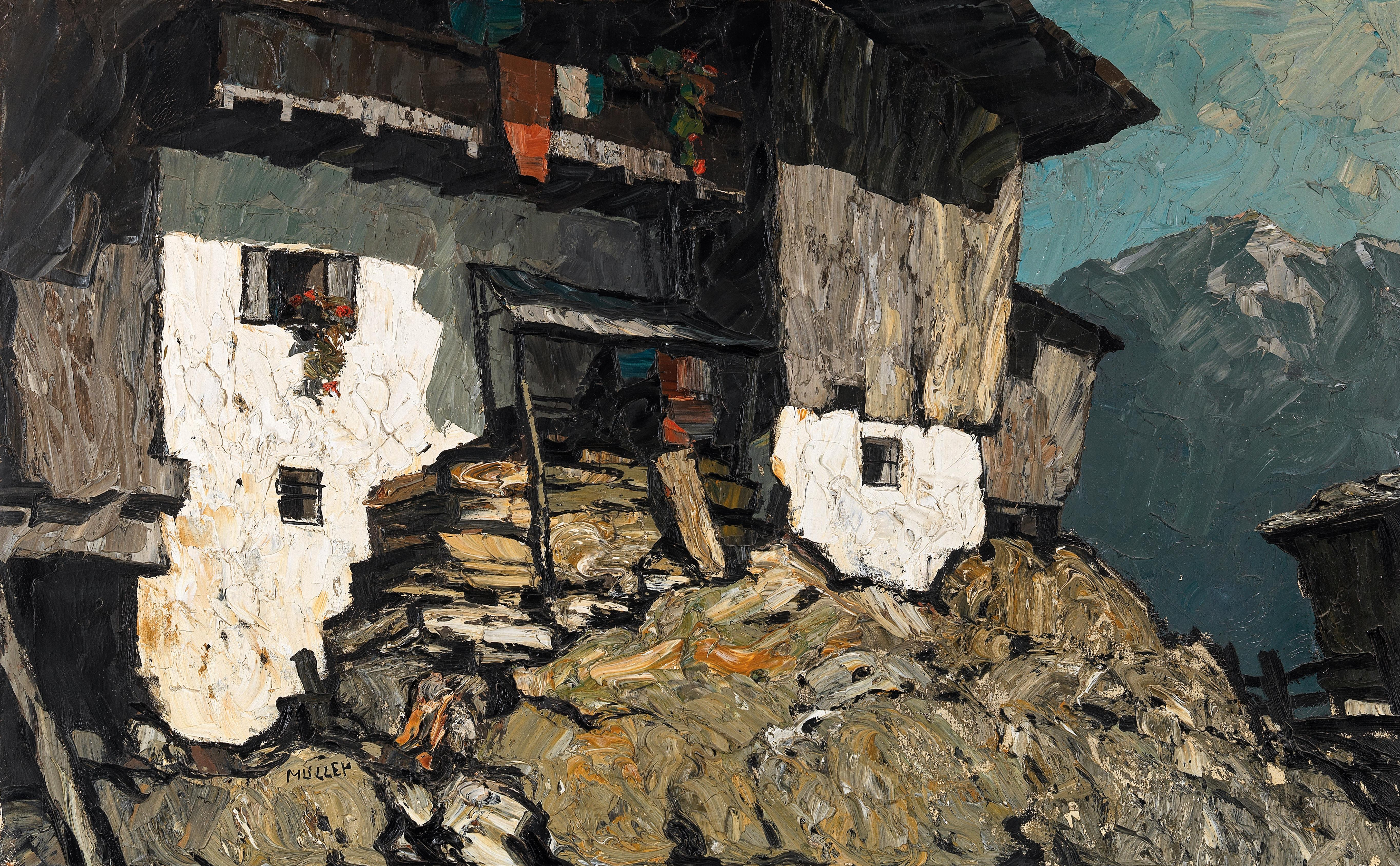
Bergbauernhof, um 1930, signiert MULLEY, Öl auf Leinwand, 72 × 115 cm
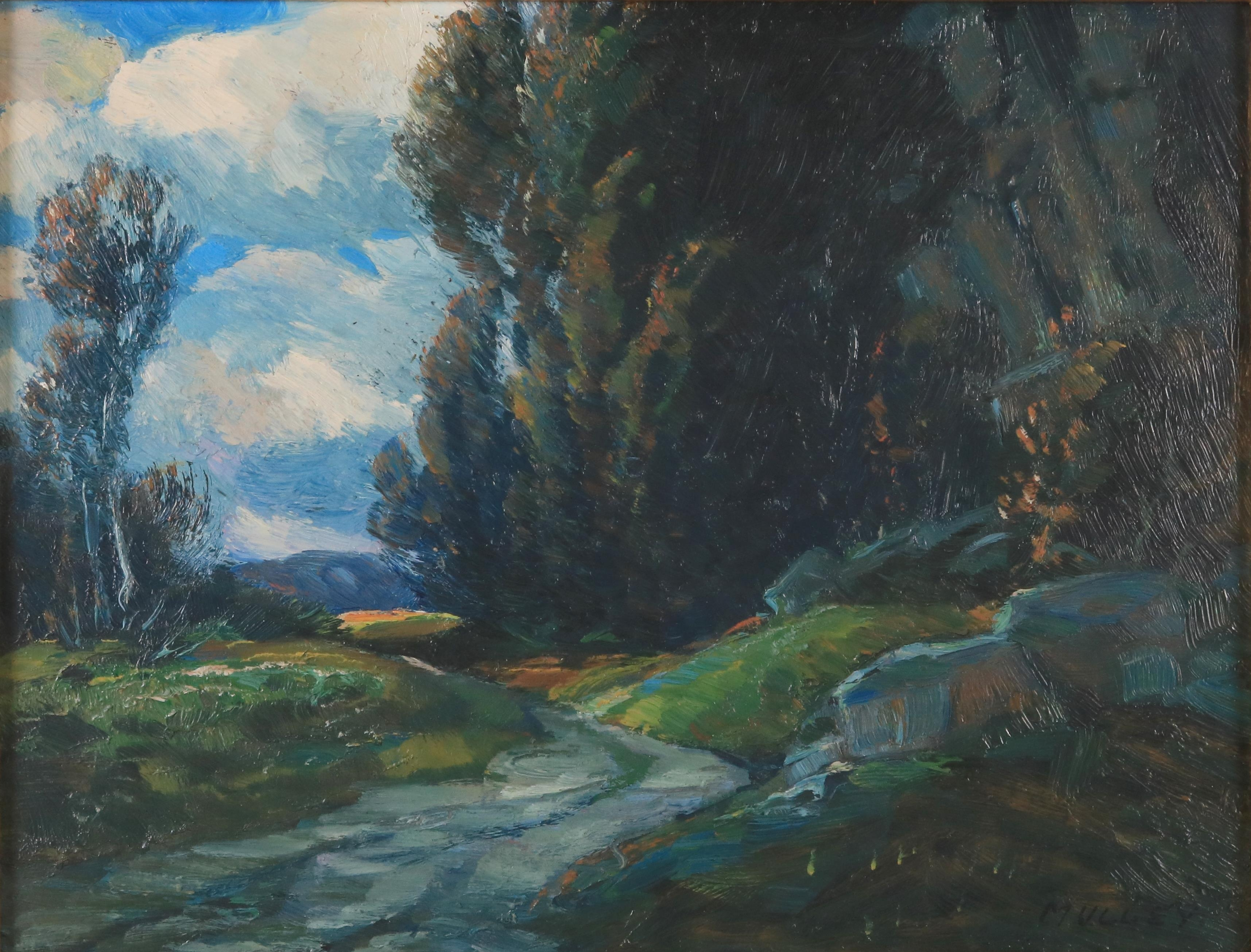
„Einsamer Weg“, signiert Mulley, Öl auf Karton, revers betitelt „Einsamer Weg Mulley-Innsbruck“, Öl auf Karton, 27 × 35 cm
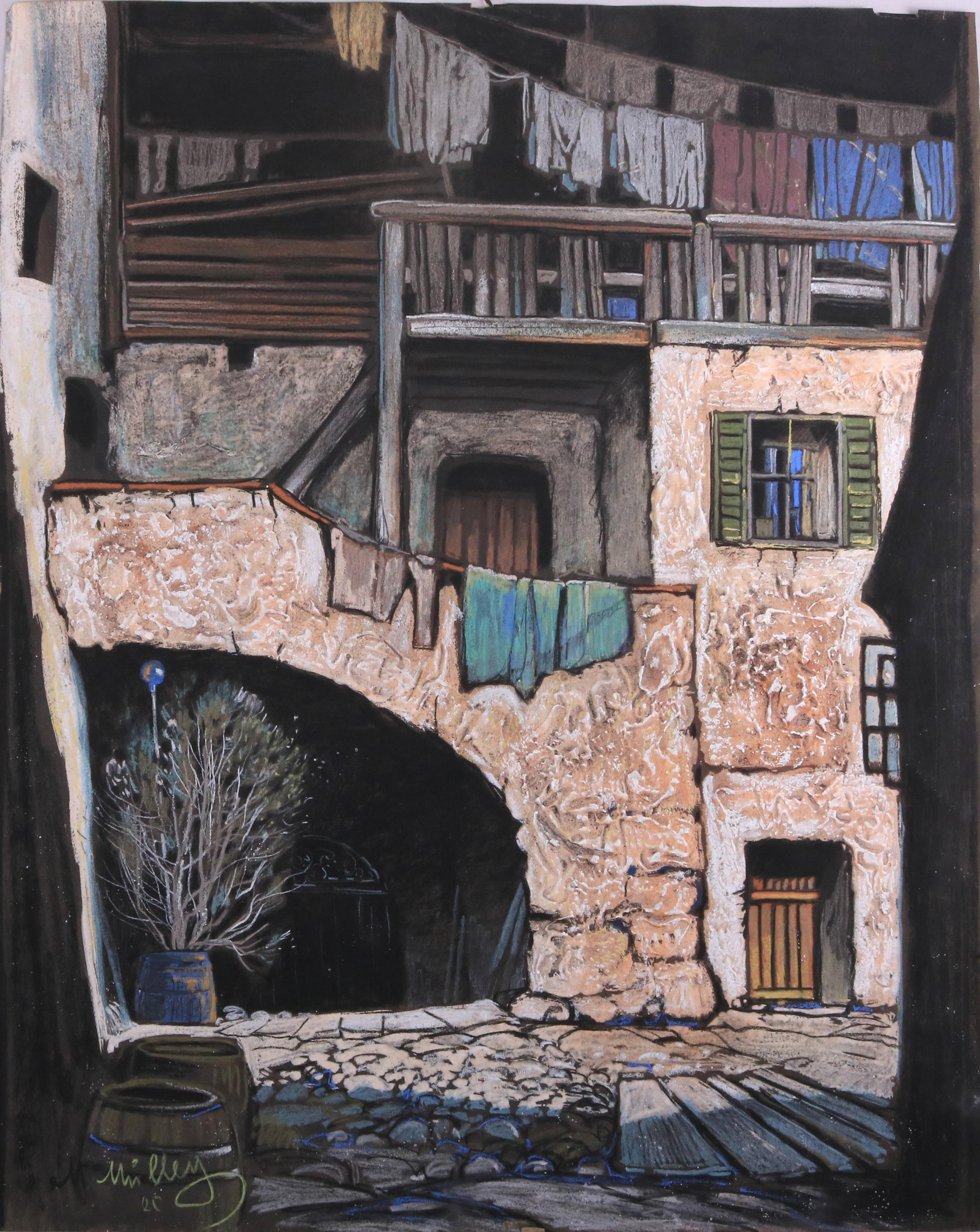
„Innenhof“, signiert Mulley, datiert 20, Mischtechnik/Pastellkreide auf Papier, 53 × 42,5 cm
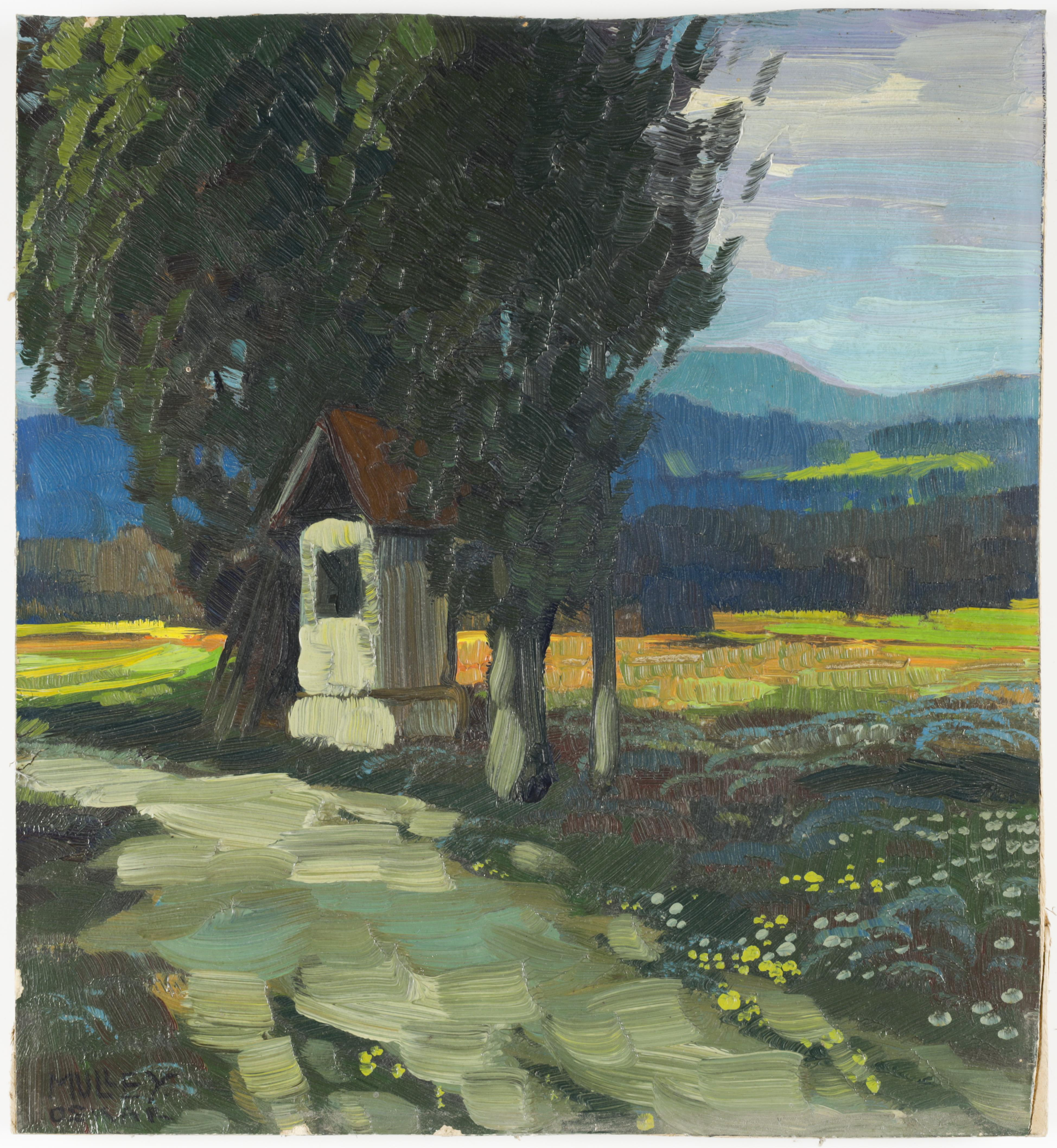
Marterl am Wegesrand, signiert: Mulley Oskar, Öl auf Papier auf Karton, ca. 30 × 27 cm

## Auszeichnungen
Im Jahr 1927 erhielt er eine österreichische und eine ungarische Goldene Staatsmedaille für bildende Kunst, bei der „50. Jahresausstellung der Genossenschaft der bildenden Künstler Wiens“ (1929) wurde sein Bild „Bergdorf“ vom Publikum per Stimmzettel zum besten Bild gewählt, was ihm den mit 200 Schilling dotierten „Wiener Volkspreis“ einbrachte. Im gleichen Jahr erhielt er bei einer Kunstausstellung im Grazer Landesmuseum eine Silberne Medaille für bildende Kunst der Stadt Graz.

## Ausstellungen

### Zu Lebzeiten
- 1912 bis 1917: Klagenfurt, Künstlerhaus
- 1917: Bozen, Merkantilgebäude
- 1919: Innsbruck, Kunsthandlung/Galerie Unterberger
- 1920: Salzburg, Neue Galerie
- 1922: Lochau, Strandhotel; Kufstein, Volksschule (Tiroler Landesausstellung); Innsbruck, Taxishof
- 1923, 1924: Salzburg, Künstlerhaus
- 1924: Innsbruck, Stadtsäle
- 1925: Salzburg, Künstlerhaus
- 1925/26: Gelsenkirchen, Düsseldorf, Mülheim a. d. Ruhr, Hamburg, Nürnberg, Würzburg, München (Wanderausstellung „Tiroler Künstler“)
- 1926: Salzburg, Künstlerhaus
- 1927: Wien, Sezessionsgebäude („Goldene Staatsmedaille für bildende Kunst“); Budapest, Nemzeti Szalon („Goldene Staatsmedaille für bildende Kunst“); Wien, Künstlerhaus
- 1928: Nürnberg, Norishalle („Deutsche Kunst der Gegenwart“); Zürich, Kunstsalon Wolfsberg
- 1929: Salzburg, Künstlerhaus
- 1929: Graz, Landesmuseum („Silberne Medaille der Stadt Graz für bildende Kunst“); Wien, Künstlerhaus („Wiener Volkspreis“)
- 1930: Salzburg, Künstlerhaus; Klagenfurt, Künstlerhaus; Budapest, Nemzeti Szalon
- 1932: Hall i. Tirol, Münzerturm (Tiroler Landesausstellung); Innsbruck, Taxishof; Budapest, Nemzeti Szalon
- 1933: Innsbruck, Taxishof („Das Tiroler Plakat“)
- 1937 bis 1944: München, „Haus der Deutschen Kunst“
- 1946: Kufstein, Volksschule („Große Bezirks-Kunst- und Gewerbeschau“)
- 1948: München, Kunsthandlung Schöninger

### Nach dem Tod
- 1949: Garmisch-Partenkirchen, Kurhaus
- 1951: Bregenz, Kunsthandlung Schwarz
- 1962: Kufstein, Hauptschule
- 1991: Garmisch-Partenkirchen, Kurhaus
- 1992: Kufstein, Rathaussaal
- 1995: Kufstein, Festung (Kaiserturm)
- 1996: Garmisch-Partenkirchen, Galerie Pritschow
- 2004: München, Galerie Schüller
- seit 2006: je ein Mulley-Bild im Messner Mountain Museum (Burg Bruneck und Burg Sigmundskron Bozen)
- 2013: Rosenheim, Städtische Galerie
- 2014: München, Galerie Schüller
- 2018: München, Galerie Schüller[8]